# 힐랄 알쿠드스 클럽
힐랄 알쿠드스 클럽(아랍어: نادي هلال القدس, 영어: Hilal Al-Quds Club)는 팔레스타인의 축구 클럽으로, 1972년 예루살렘 구시가에서 창단하였다. 현재 팔레스타인의 최상위 리그 중 하나인 서안 지구 프리미어리그에 참가하고 있다. 힐랄 알쿠드스 클럽의 연고지는 예루살렘 중심부이나, 예루살렘 근처 알람에 위치한 파이살 알후세이니 국제경기장이 클럽의 홈구장으로 사용되고 있다.

## 우승 경력
- 서안 지구 프리미어리그

● 우승 (4): 2011-12, 2016-17, 2017-18, 2018-19
- 팔레스타인 컵

● 우승 (1): 2017-18
- 서안 지구 컵

● 우승 (3): 2010-11, 2013-14, 2017-18

## 역대 감독
| 감독        | 임기        |
| ----------- | ----------- |
| 살만 아메르 | 2015 ~ 2016 |
| 살만 아메르 | 2021 ~      |